# Töcksfors
Töcksfors är en tätort i Årjängs kommun i Värmlands län, kyrkbyn i Töcksmarks socken och den största orten i västra delen av kommunen. Töcksfors är beläget fem kilometer från gränsen till Norge, drygt nio mil från Oslo och tolv mil från Karlstad. Orten präglas av gränshandeln.
I Töcksfors finns de två översta slussarna i kanalleden Dalslands kanal, som går från Vänern.

## Historik
Den första kyrkan i byn byggdes på medeltiden och i den fanns en dopfunt från 1200-talet, som idag finns i den nuvarande kyrkan från 1821. Töcksmark omtalades första gången 1344 och skrevs då Tygsmork.
Ordet tolkas som gränsskogen (marken) kring sjön Töck. Sjönamnet betyder tjock, vilket kan syfta på en tät växtlighet runt sjön. Namnet skrevs tills början av 1900-talet Tyksmarks socken. Töcksfors blev namnet på Töcksmarks kyrkby.

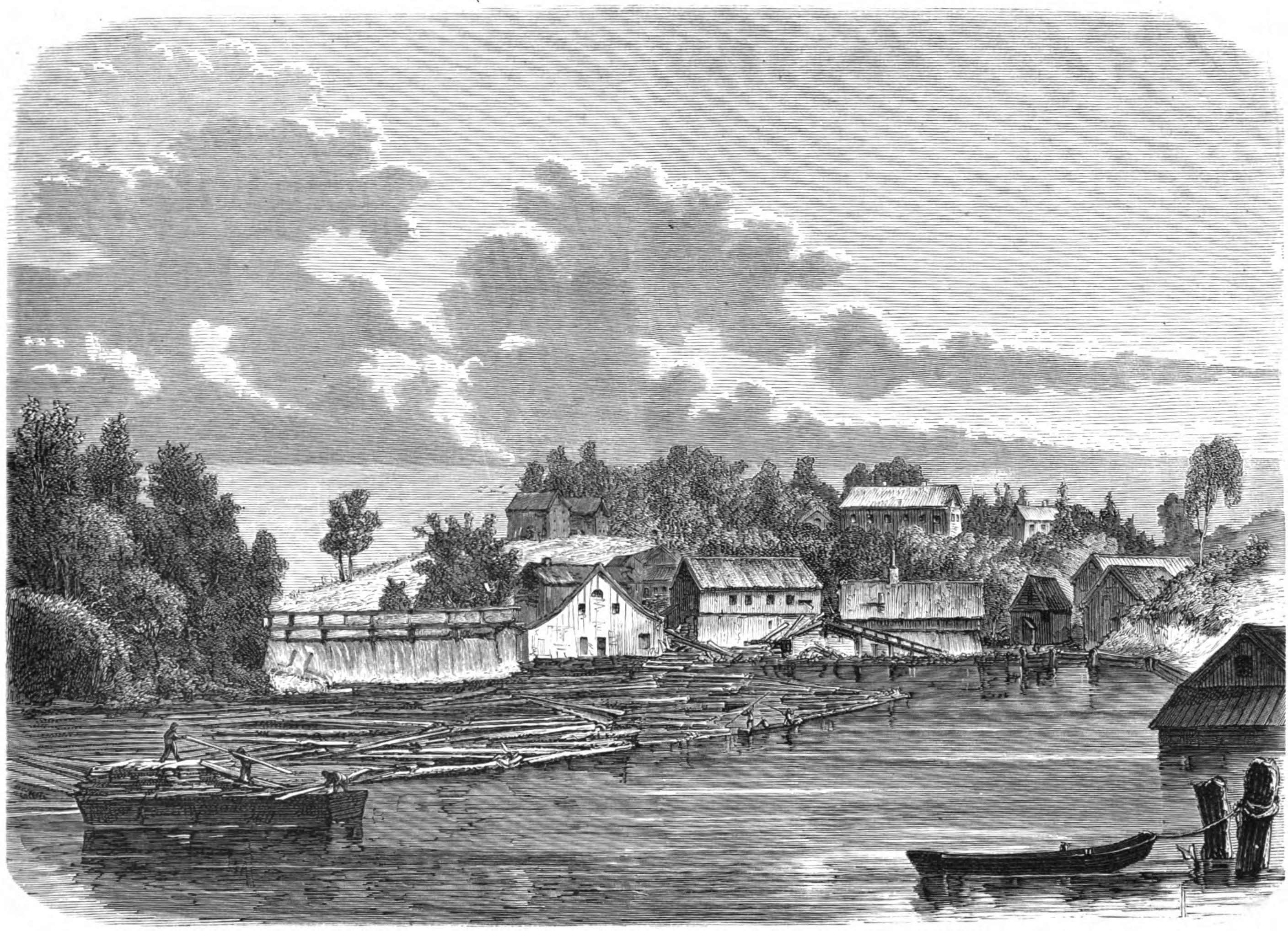
Området kring bruket i Töcksfors vid den nuvarande Nedre slussen efter ett träsnitt från 1865.

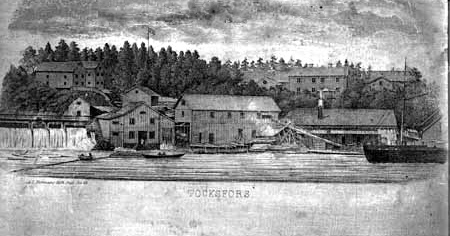
Töcksfors har långa industritraditioner. Så här såg det ut vid den gamla sågen och kraftverket vid Foxen på 1870-talet.

### Töcksfors bruk
Töcksfors anlades som järnbruk av regementsskrivaren Anders Atterberg (1747–1824) omkring 1796. Järnbruket fick privilegier 1797 för manufakturverk med knipphammare samt två spikhammare under namnet Tyxmarks manufacturverk. Bruket utvidgades 1831 med stångjärnssmide. Orten utvecklades snabbt och som kuriosa kan nämnas, att ett kungligt brev redan den 29 maj 1811 lämnade bifall till inrättandet av en friköping vid Töcksmarks kyrka. Planerna fullföljdes dock icke. Bland senare ägare till bruket kan brukspatron Carl Sandelin och den kända värmländska bruksfirman Wallroth & Wahlund nämnas. Firmans förvaltare Elof Lagrelius köpte senare bruket för att år 1870 överlåta det till det då nybildade Töcksfors Aktiebolag.
Midsommaraftonen 1871 lades järnhanteringen ned, och istället anlades ett träsliperi, vilket stod färdigt 1873. Hånsfors träsliperi, beläget ett par kilometer längre västerut, nära norska gränsen, anlades samtidigt som Töcksfors. Lagrelius byggde även upp en ångsåg i Töcksfors.
Töcksfors AB drabbades av den nedgång i konjunkturen som kom ett par år därefter. Dödsstöten kom den 11 september 1877, då en brand bröt ut i ett torkskåp på övre våningen i sliperibyggnaden i Töcksfors. Träsliperiet brann ned till grunden och Töcksfors AB gick senare under året i konkurs. Lagrelius måg, brukspatron J. N. Biesèrt, köpte de båda bruken 1880 och återuppbyggde det brunna sliperiet vid Töcksfors. Under Biesèrts ledning moderniserades och utvidgades rörelsen. Bland annat förvärvades det förr så betydande Lennartsfors järnbruk 1885 och 1897 byggdes Hånsfors bruk ut med ett modernt pappersbruk.
År 1912 köptes bruken i Töcksfors och Hånsfors av Uddevallabaserade Sannes Söners AB. Den 23 januari 1922 drabbades åter Töcksfors av en eldsvåda och träsliperiet brann ned till grunden. Driften hade då legat nere i ett halvår och det var tveksamt om fabriken skulle byggas upp. Massafabriken återuppfördes emellertid, och var därefter i drift till 1950. Ungefär samtidigt lades också Hånsfors bruk ned.

### Töcksfors utveckling under senare delen av 1900-talet och början av 2000-talet

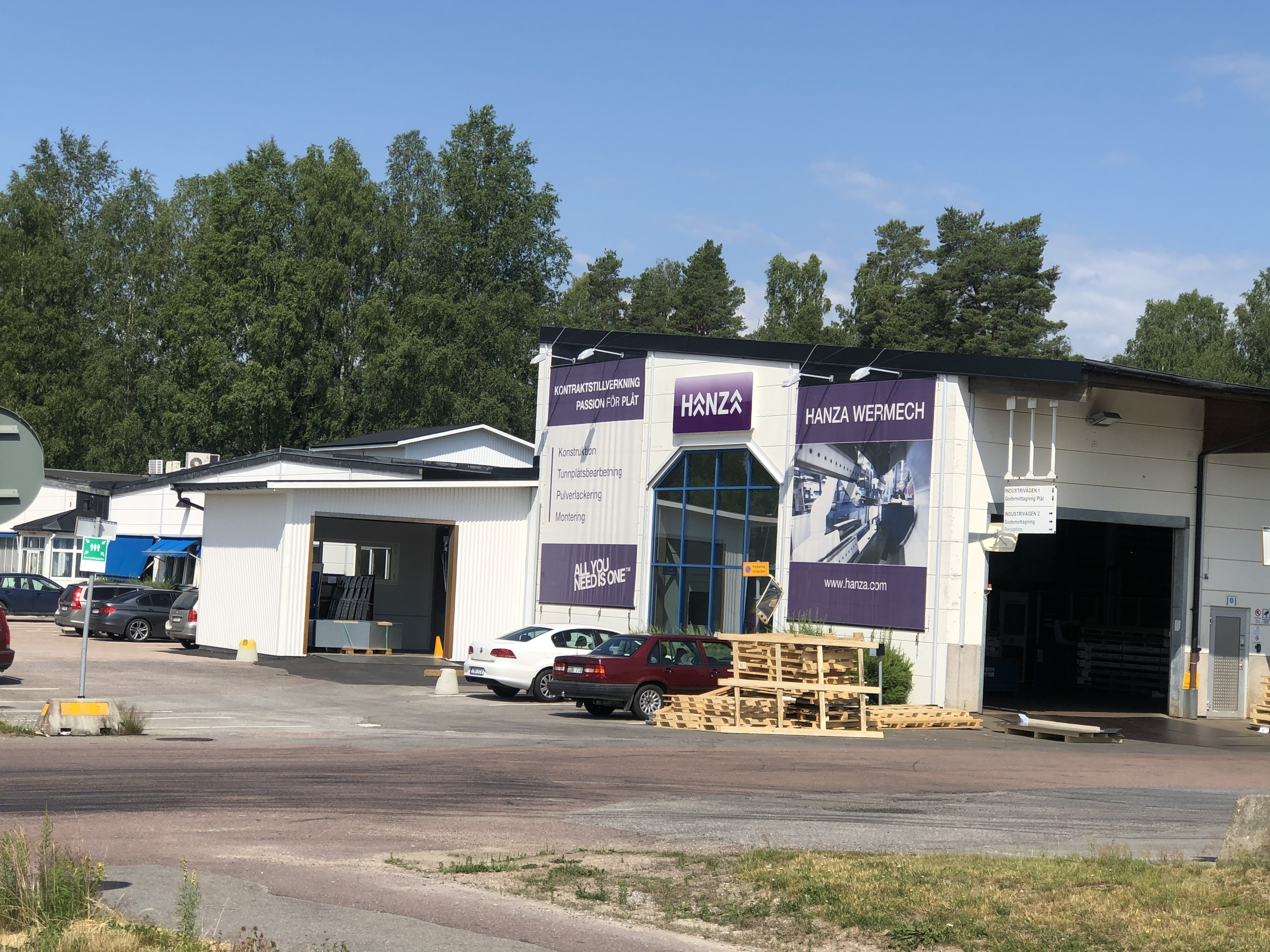
Hanza Wermechs fabrik i Töcksfors.

Nedläggningen av de två bruken 1950 innebar ett svårt slag för orten, och först i början av 1960-talet kom en vändning med en del nya industrier, bland andra TVAB (Töcksfors Verkstads AB) med tillverkning av kablage, som växte kraftigt och under 1980-talet hade över 700 anställda bara i Töcksfors samt produktion på flera andra orter.
År 2008 kom beskedet att tillverkningen i Töcksfors skulle läggas ned.
Många andra företag har dock växt sig stora i Töcksfors, som Hanza Wermech (precisionsplåttillverkning), Nokalux (tillverkning av armaturer) och Norbag (påstillverkning). Även flera norska bolag som Flexit (tillverkning av ventilationsutrustning) samt Probad (tillverkning av våtrumsmoduler) och Askim stenindustri, numera Dekker Nordic (tillverkning av bland annat bänkplattor till kök), har etablerat sig i Töcksfors under 2010-talet. 

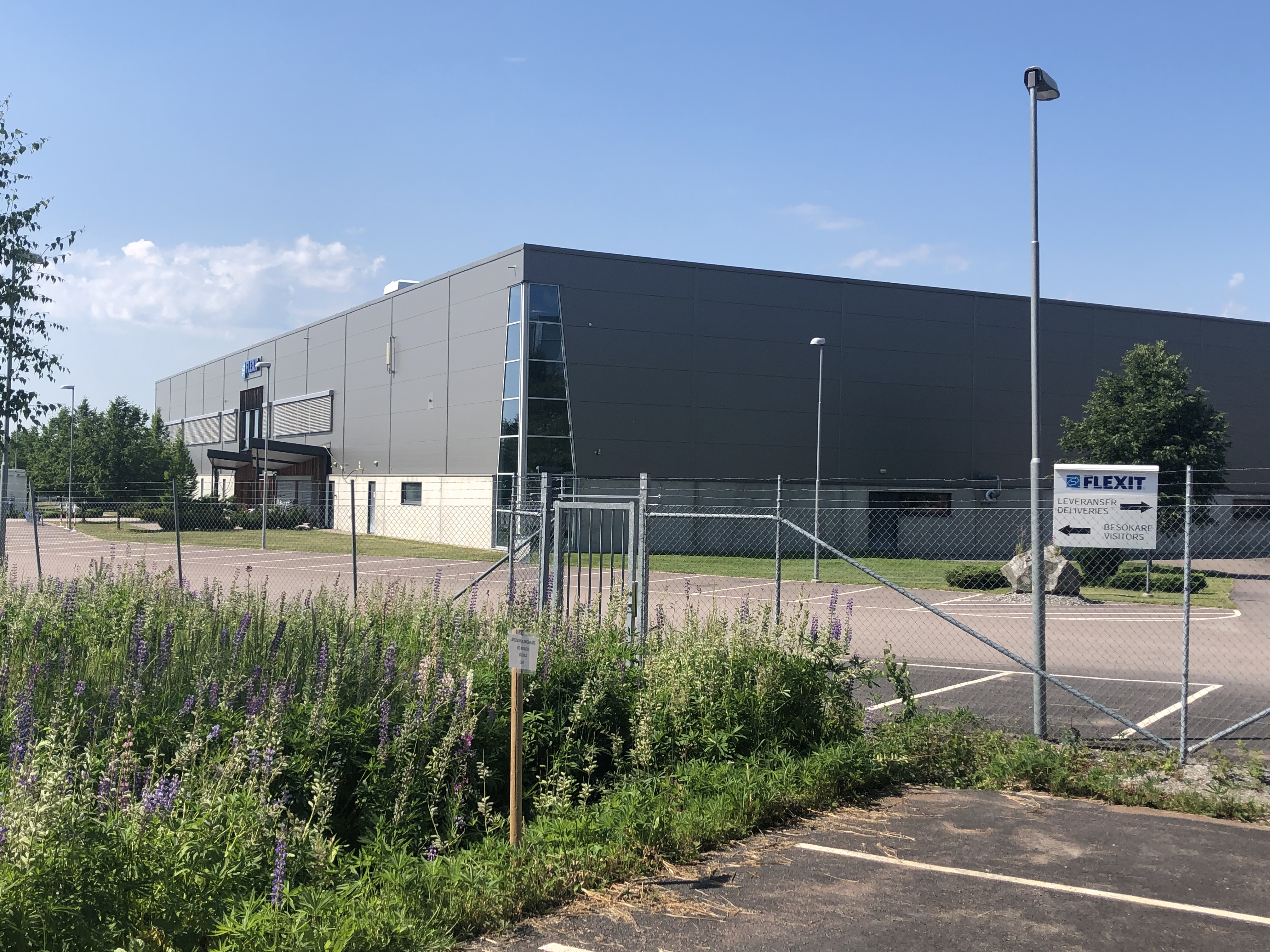
Flexit är ett av flera norska företag som har etablerat sig i Töcksfors.

De senaste åren har också gränshandeln ökat kraftigt, och Töcksfors har numera fem stora livsmedelsbutiker och två köpcentra.
Det finns även ett antal butiker i centrum samt flera matställen varav två, Restaurang Waterside och Café Kvarnen, ligger alldeles intill Dalslands Kanal. Inom besöksnäring finns också vandrarhemmet Turistgården, Töcksfors Rumsuthyrning och Sandvikens Camping med övernattningsstugor.

### Befolkningsutveckling
| Befolkningsutvecklingen i Töcksfors 1960–2020 | Befolkningsutvecklingen i Töcksfors 1960–2020 | Befolkningsutvecklingen i Töcksfors 1960–2020 | Befolkningsutvecklingen i Töcksfors 1960–2020 | Befolkningsutvecklingen i Töcksfors 1960–2020 |
| --------------------------------------------- | --------------------------------------------- | --------------------------------------------- | --------------------------------------------- | --------------------------------------------- |
|                                               |                                               |                                               |                                               |                                               |
| År                                            |                                               |                                               | Folkmängd                                     | Areal (ha)                                    |
| 1960                                          | 1960                                          |                                               | 413                                           |                                               |
| 1965                                          | 1965                                          |                                               | 498                                           |                                               |
| 1970                                          | 1970                                          |                                               | 667                                           |                                               |
| 1975                                          | 1975                                          |                                               | 821                                           |                                               |
| 1980                                          | 1980                                          |                                               | 785                                           |                                               |
| 1990                                          | 1990                                          |                                               | 1 041                                         | 173                                           |
| 1995                                          | 1995                                          |                                               | 927                                           | 177                                           |
| 2000                                          | 2000                                          |                                               | 929                                           | 181                                           |
| 2005                                          | 2005                                          |                                               | 1 062                                         | 181                                           |
| 2010                                          | 2010                                          |                                               | 1 158                                         | 191                                           |
| 2015                                          | 2015                                          |                                               | 1 221                                         | 249                                           |
| 2020                                          | 2020                                          |                                               | 1 284                                         | 245                                           |
|                                               |                                               |                                               |                                               |                                               |

## Geografi
Samhället, som passeras utmed E18, ligger i ett varierat landskap med skogar, sjöar och områden med öppet landskap vid Dalslands kanals nordligaste del. I Töcksfors finns det två slussar med totalt 10,1 meters nivåskillnad vilka leder upp till sjön Töck som är belägen 110,2 meter över havet. Detta är Sveriges högst belägna sjö- och kanalled som har förbindelse med havet. 
En gästhamn finns i Sandviken, som ligger i den norra änden av sjön Stora Le (den 18:e största i landet) vilken sträcker sig både in i Norge och cirka 70 kilometer söderut till Dals Ed i Dalsland.

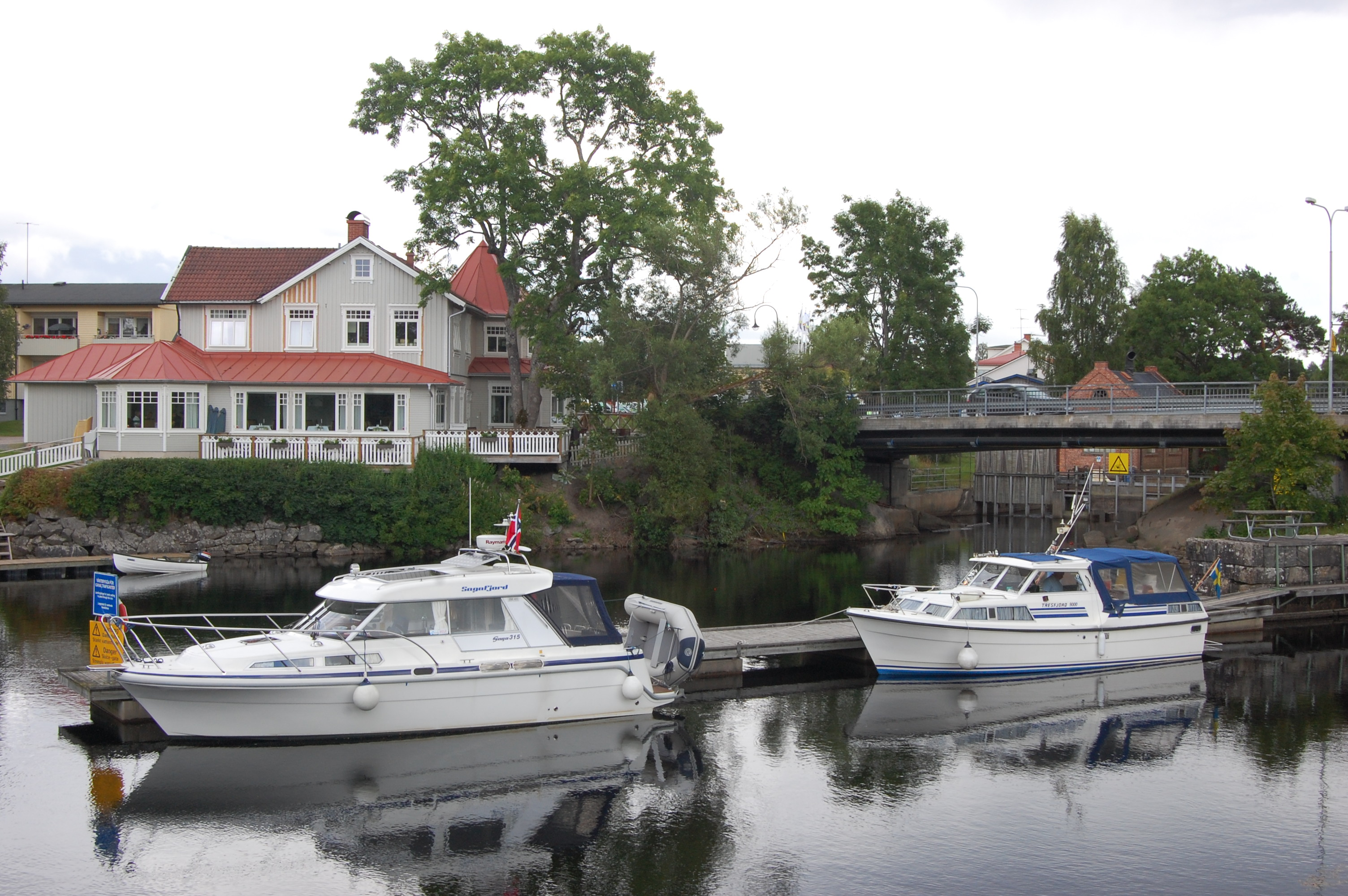
Båtar vid Övre slussen, Dalslands kanal. Delen Töcksfors kanal byggdes 1911–1915. Vattenleden är sammanlagt 21 kilometer lång. I bakgrunden restaurang Waterside.

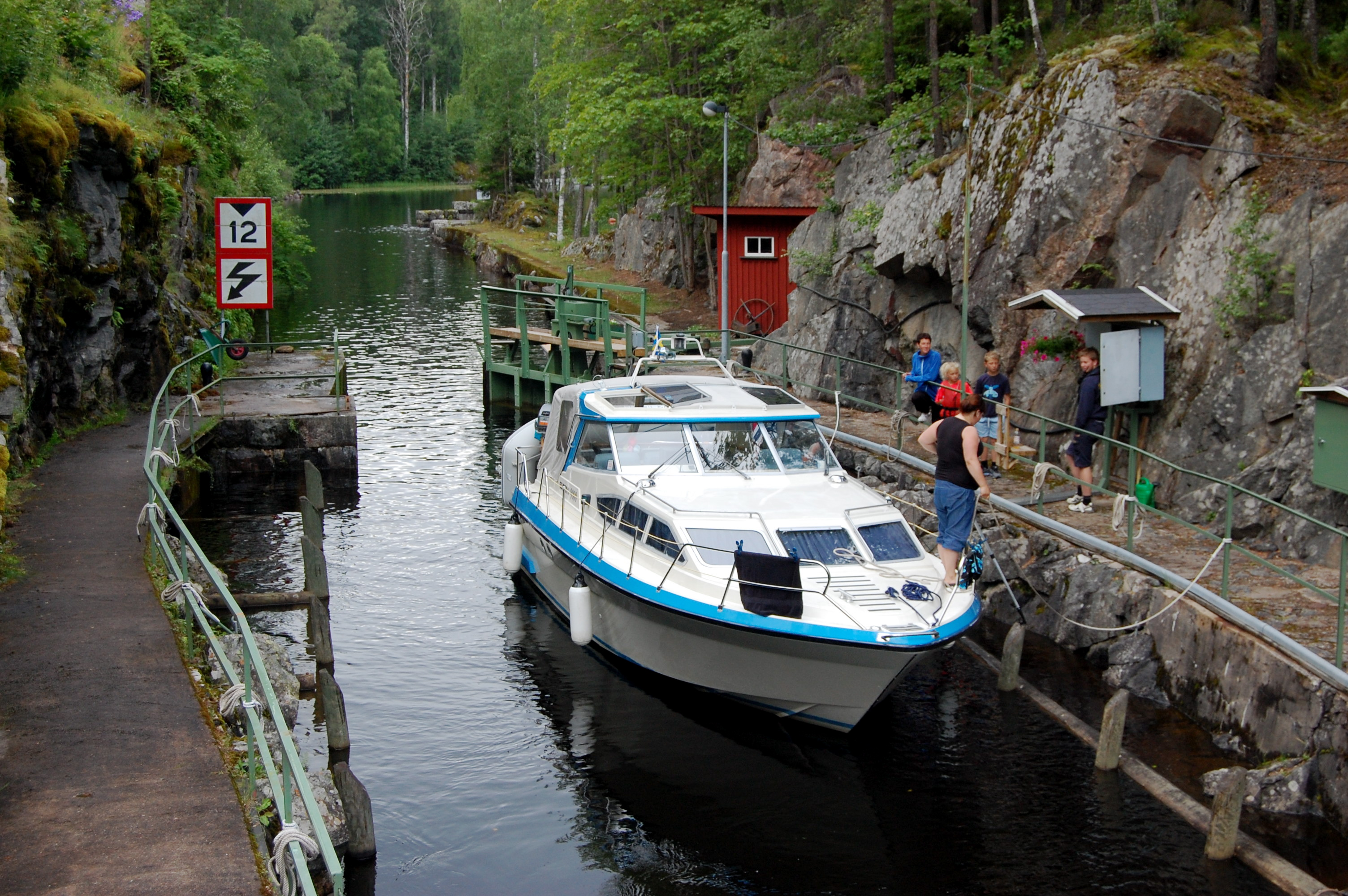
Slussning pågår i Nedre slussen i Töcksfors. Här är nivåskillnaden 5,0 meter.

## Bebyggelse
I Töcksfors ligger ett 42 000 kvadratmeter stort köpcentrum, Töcksfors shoppingcenter, inriktat på gränshandlande norrmän. Det invigdes av kung Carl XVI Gustaf i oktober 2005. En utbyggnad med 5 000 kvadratmeter öppnades i mars 2013 och nästa etapp med ytterligare närmare 10 000 kvadratmeter invigdes påsken 2019. 
Ytterligare ett handelsområde, Töcksfors handelspark, har en planerad handelsyta på 58 000 kvadratmeter, varav den första etappen på 22 500 kvadratmeter invigdes 2012. Under hösten 2024 kom beskedet att handelsparken ska byggas ut via två nya etapper.

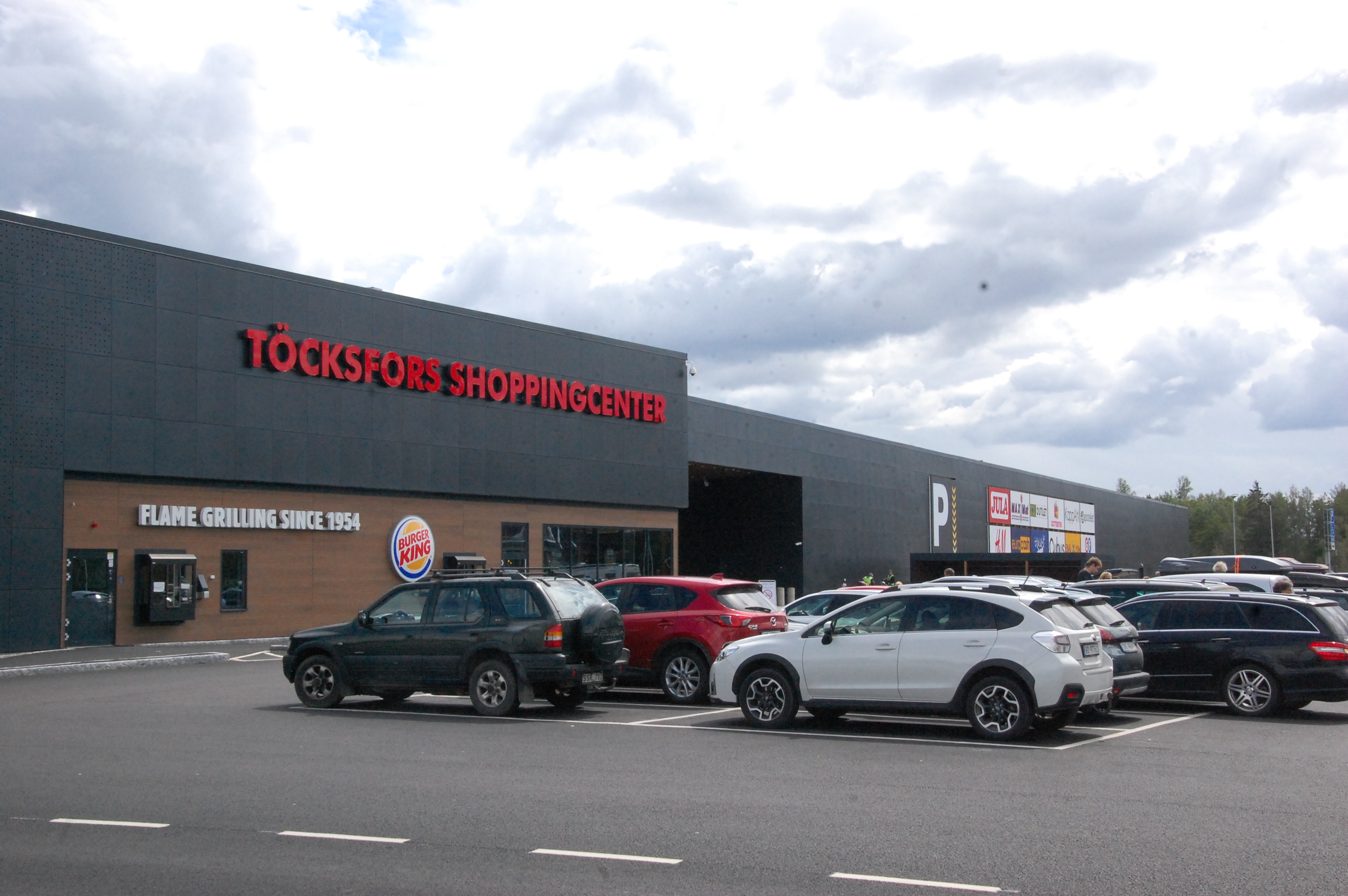
Töcksfors shoppingcenter består av 45 butiker och är 42 000 kvadratmeter stort.

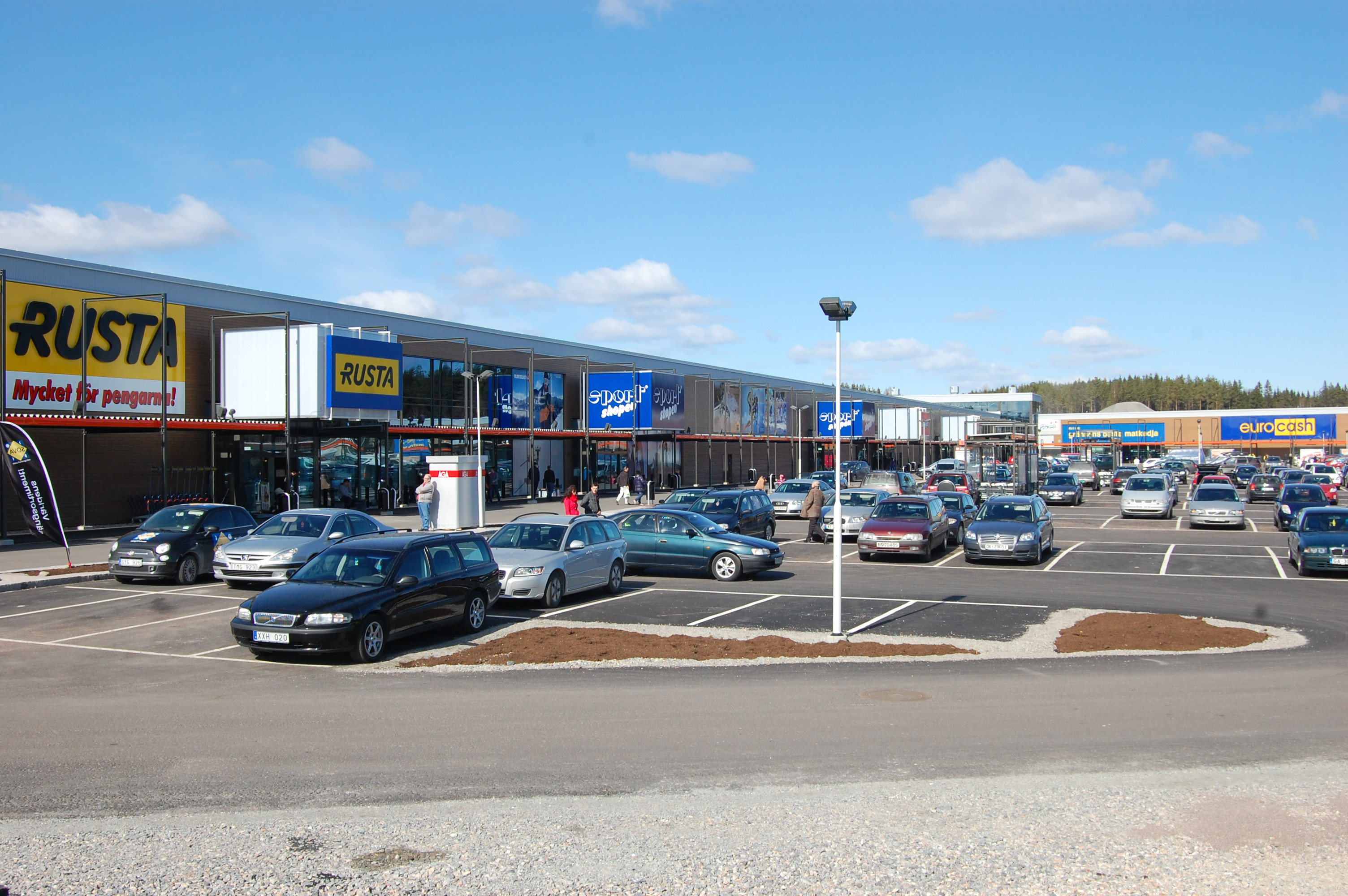
Töcksfors handelspark invigdes 2012.

Flera nya sjönära bostadsområden planeras i Töcksfors, bland annat på Batteriåsen, Kallnäset och Prästnäset. På Prästnäset ska det uppföras 50 villor och ett antal flerbostadshus. Byggnationen är i gång där.
Samtidigt har kommunala Årjängs bostads AB byggt 27 nya lägenheter på Solängen intill Dalslands kanal som var klara 2020. Dessutom har Olav Thon-gruppen uppfört ytterligare bostäder vid Övre slussen och Västra Värmlands Bygg & Anlägg har förvandlat gamla Hotell Sefton till ett flerbostadshus.
I Töcksfors finns korskyrkan Töcksmarks kyrka från 1821. I tätorten finns också Töcksfors Missionsförsamling med Equmeniakyrkan Töcksfors samt Töcksfors pingstkyrka. 
När det gäller samhällsservice finns det i Töcksfors en f-6-skola, flera förskolor, bank, bibliotek, apotek, ett stort antal butiker och restauranger, räddningstjänst, vårdcentral, busstation och ett äldreboende.

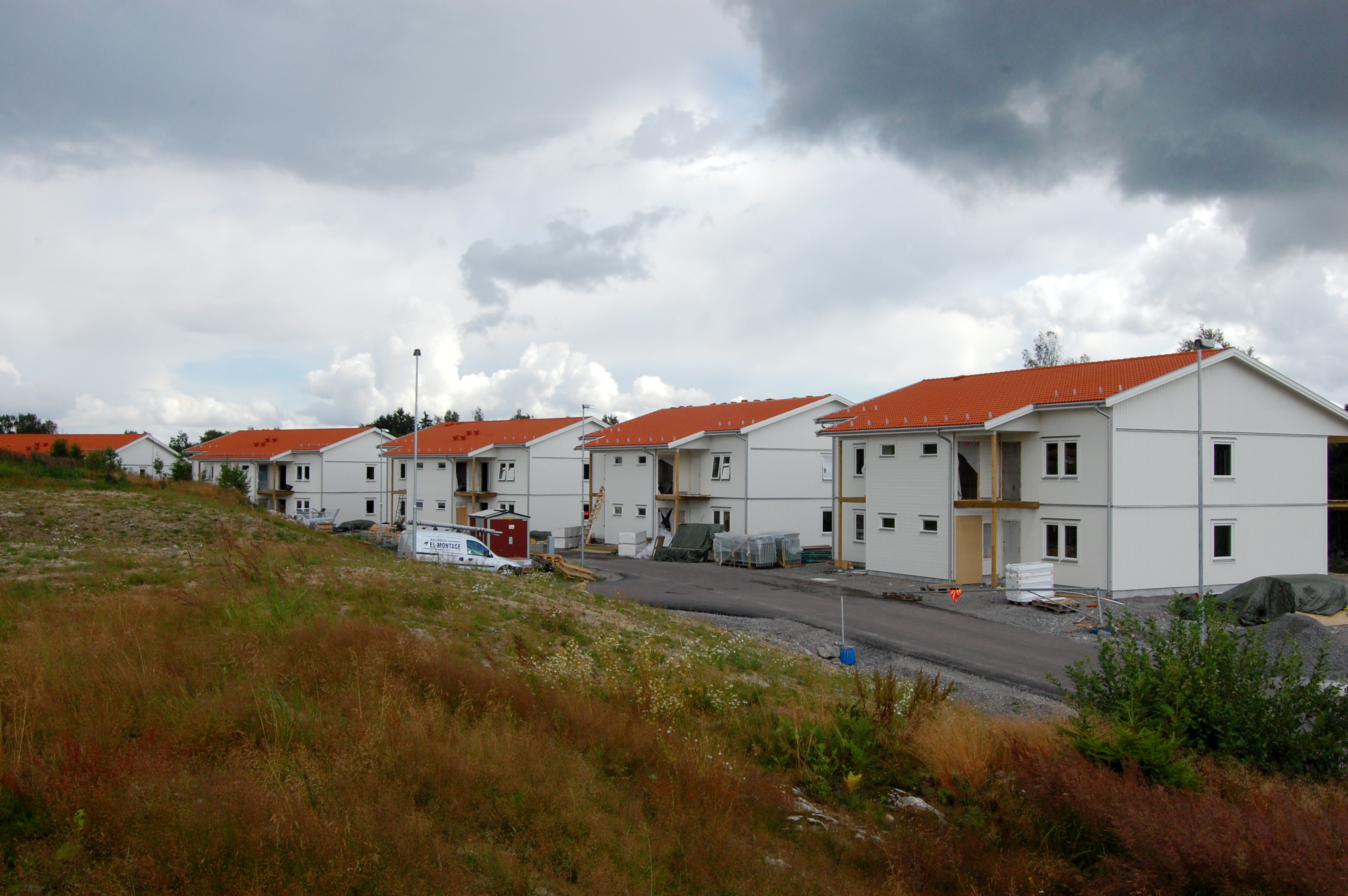
Fem parhus på Prästnäset, ett nytt bostadsområde som håller på att växa fram.

## Kommunikationer
E18 går förbi orten, där sträckan mellan Töcksfors och riksgränsen är en 2+1-väg med vajerräcke. På en del av avsnittet är den fyrfilig.

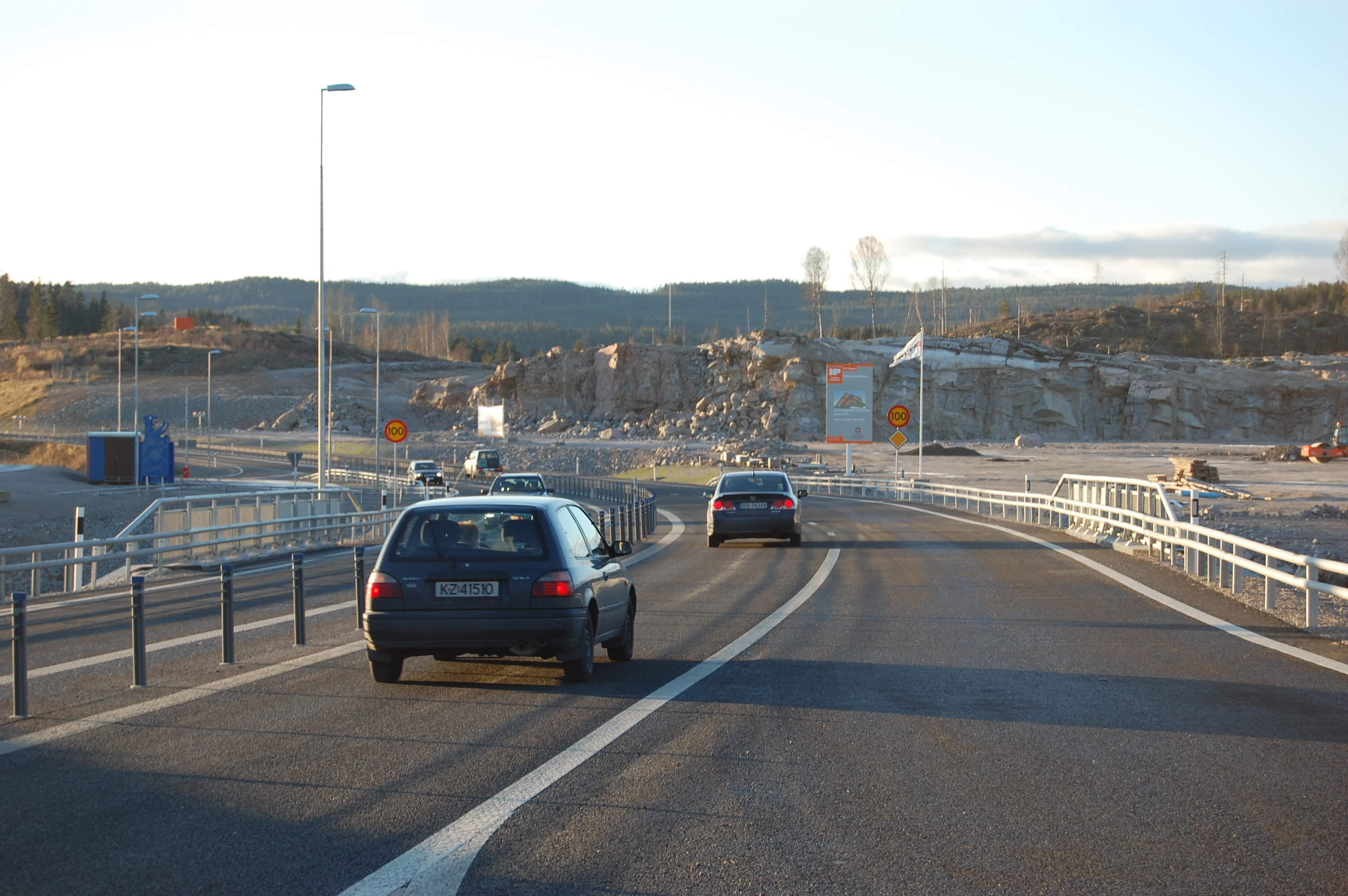
Nya E18 mellan Hån och Töcksfors invigdes 2008.

Kollektivresenärer till och från Töcksfors kan åka buss, bland annat till Oslo med det tyska bolaget Flixbus. Det lokala Värmlandstrafiks busslinje 700 går mellan Töcksfors och Karlstad. Närmaste järnvägsstation ligger i norska Mysen, drygt 30 kilometer bort som trafikeras av pendeltågen till Oslo. Närmaste svenska järnvägsstation är belägen i Arvika, dit det är 60 kilometer.
Dalslands kanal når Töcksfors och här finns sluss 30 och 31, de två nordligaste, i kanalsystemet. Det fortsätter vidare norrut de sista två milen till Östervallskog via Töcksfors kanal som stod klar 1915.

## Näringsliv
Töcksfors är känt för sin Gnosjöanda, där företagen ofta samarbetar och hjälper varandra.
Under 2021 genomförde kommunen en utbyggnad av Källhultets industriområde alldeles norr om E18. Till det kommer den väl utbyggda handelsnäringen. Sammanlagt finns det en bra bit över 1 000 arbetsplatser i Töcksfors. 

### Bankväsende
Göteborgs bank öppnade ett kontor i Töcksfors år 1908. Det överläts år 1939 till Wermlands enskilda bank. Under 1900-talet etablerade sig Svenska Handelsbanken i Töcksfors, men båda bankerna lämnade orten senare under 1900-talet.
I Töcksfors fanns tidigare även Föreningsbanken och Wermlandsbanken representerade, den senare övertagen av Nordea samt även ett sparbankskontor, tillhörande Länssparbanken Värmland. Denna bank uppgick senare i Swedbank, som på 2000-talet överlät kontoret i Töcksfors till Westra Wermlands Sparbank som fortsätter att driva bankverksamhet på orten.

## Sevärdheter

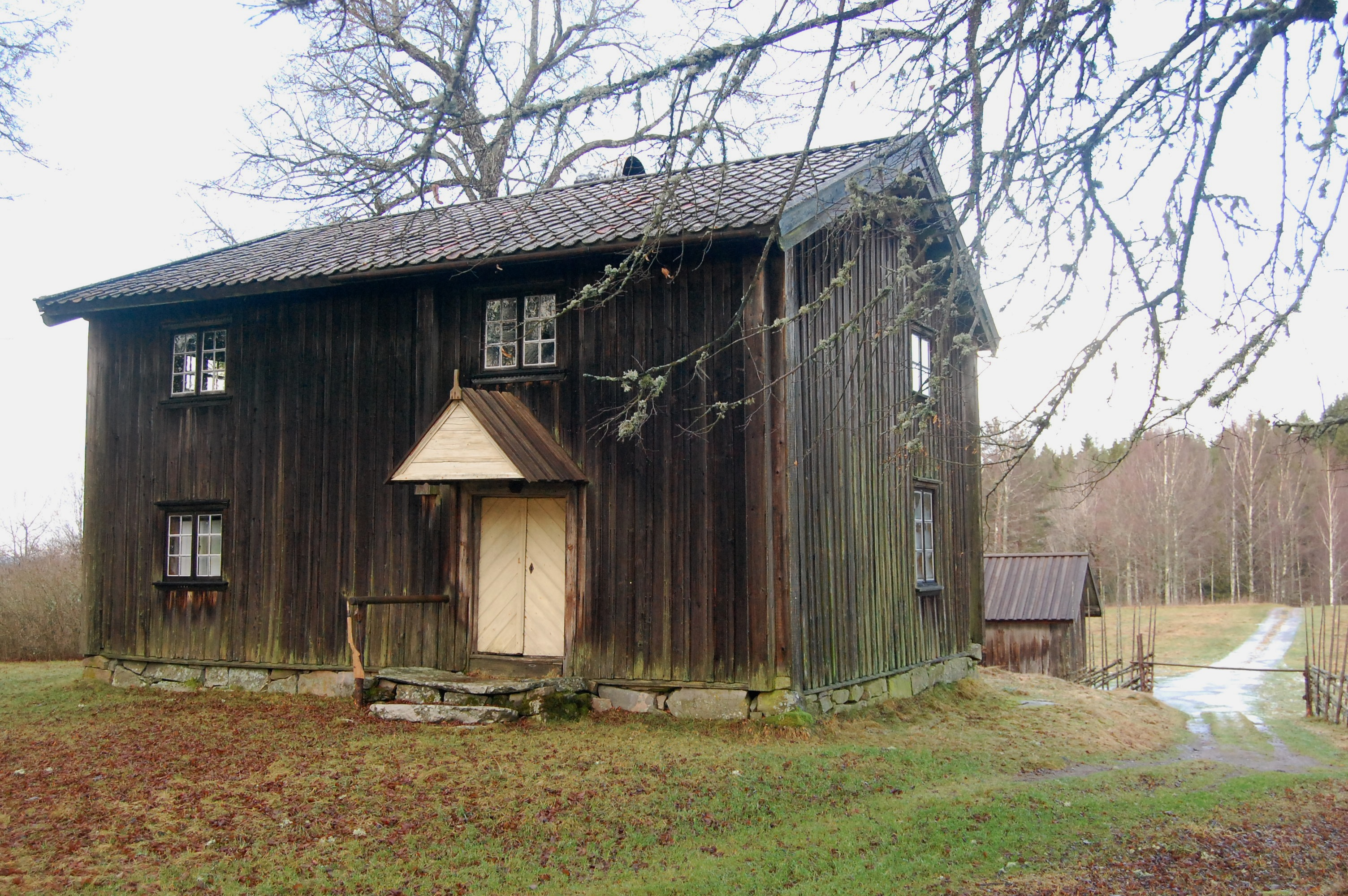
Ögården i Dusserud, en välbevarad 1800-talsgård.

Dalslands kanal med de två slussarna i Töcksfors med Kanalparken vid Övre slussen, Töcksmarks kyrka, hembygdsgården Nordmarksstugan med äldre bevarade byggnader från trakten, 1800-talsgården Ögårn i Dusserud, Båstnäs bilkyrkogård samt Västra Fågelviks kyrka.

## Evenemang
Varje år är det stort Valborgsfirande vid Töcksmarks kyrka och midsommarfirande på Mangsgården i Stenbyn söder om Töcksfors. Töcksmarksveckan med underhållning och tävlingar arrangeras i juli.
I juli 2019 invigdes kulturladan Varke (Verket) som är ortens nya kulturscen.

## Idrott

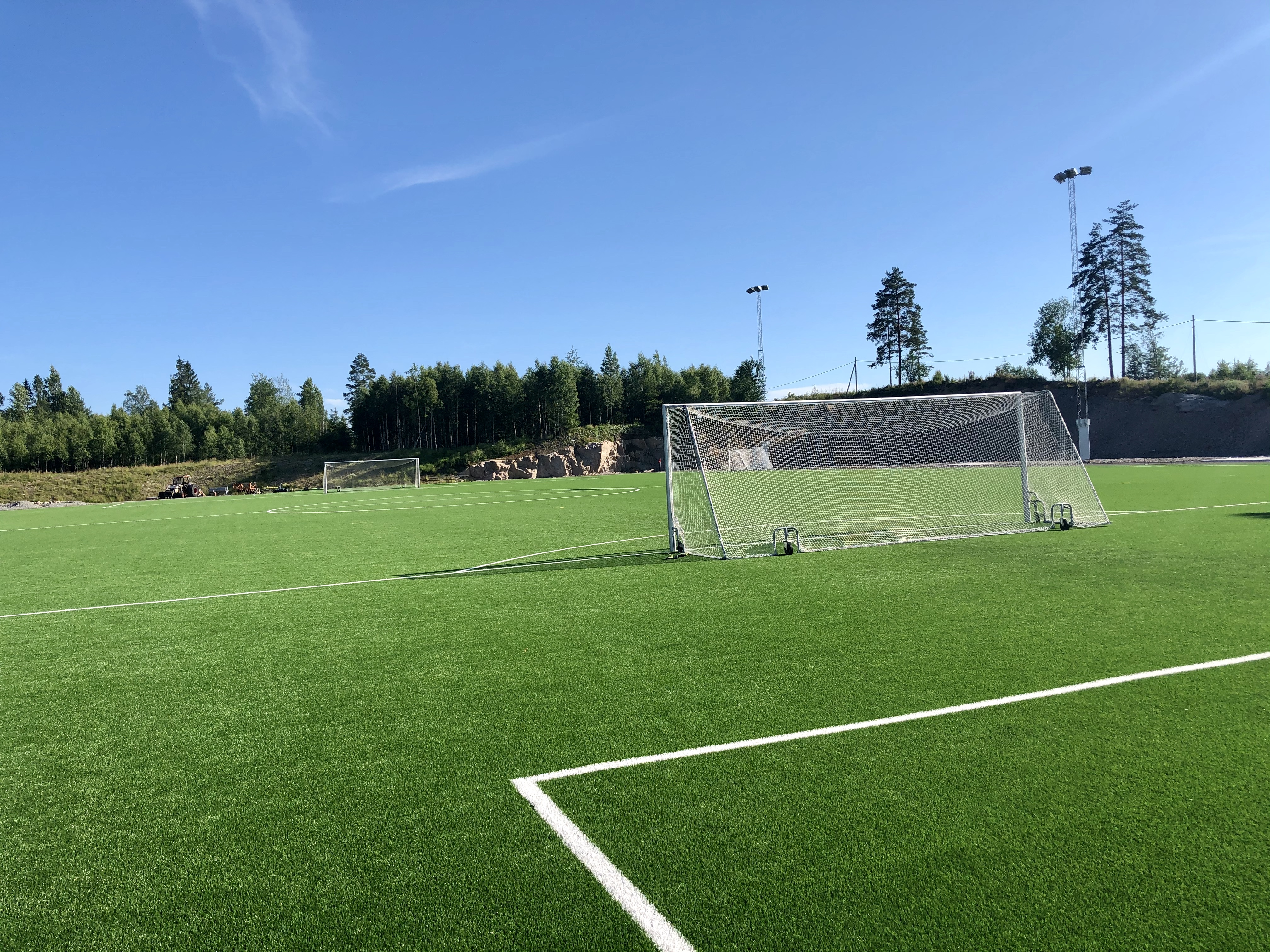
Hagavallens nya konstgräsplan i Töcksfors.

Töcksfors IF bedriver omfattande fotbolls- och skidverksamhet. Sommaren 2018 färdigställdes en konstgräsplan vid Hagavallen i Töcksfors.  
Tillsammans med den norska grannklubben Örje IL invigde man i januari 2007 en gemensam skidanläggning, Kjølen sportcenter, bestående av bland annat ett 2,5 kilometer långt konstsnöspår. Skidanläggningen ligger utmed E18, på den svensk-norska gränsen. 2019 stod även en asfalterad bana för rullskidåkning klar där.
På orten finns även Nordmarkens Motorstadion som är Årjängs Motorklubbs hemmabana för folkrace. Andra sportklubbar som är verksamma i Töcksfors är Båtklubben Rävarna, Töcksfors Car Club, Töcksfors Karateklubb och Nordmarkens Jakt- och Sportskytteklubb. I Töcksfors sporthall finns det möjlighet att bedriva en rad sporter.

## Kända personer från Töcksfors eller med anknytning dit
- Oscar Andersson (uppfinnare), den elektriska adventsljusstakens uppfinnare.
- Elof Biesèrt, affärsman och politiker (liberal). Ledamot av riksdagens andra kammare 1900-1907. Ledamot av första kammaren 1911. Finansminister 1905-1906.
- Niklas Biesèrt, bruksägare och riksdagsledamot. Fader till Elof Bièsert.
- Thomas Bryntesson, rallycrossförare och skidåkare.
- Kjell Ericsson, riksdagsledamot (C) 1988-1998, tidigare kommunalråd.
- Bengtgöran Flood, konstnär och pedagog.
- Geir Greni, filmregissör som bland annat gjort filmen Umeå4ever.
- Ishockeysläkten Labraaten som fostrat storspelare som Leif Labraaten, Ulf Labraaten och Dan Labraaten.
- Frank Mangs, evangelist, predikant och författare.
- Leif-Erik Nygårds, världsfotograf som bland annat tog de sista bilderna av Marilyn Monroe 1962. Sonen Per Nygårds, ishockeyspelare och tränare.
- Jonas Olsson (fotbollsspelare född 1990), tidigare allsvensk fotbollsspelare i Gefle IF, har även spelat i bland annat Degerfors IF och avslutade karriären i Carlstad United.
- Kjell-Arne Ottosson, riksdagsledamot (KD) sedan 2018, ledamot i Nordiska rådet.
- Runar Patriksson, riksdagsledamot (L), 1998–2006.
- Svante Simonsson, teknisk chef och vice vd på Volvo.
- Ishockeysläkten Steen som fostrat storspelare som Malte Steen, Thomas Steen och Alexander Steen.
- Per Thöresson, ambassadör, diplomat och civilingenjör. Han var ambassadör och biträdande chef vid svenska FN-representationen i New York 2014-2017 då han blev ambassadör i Berlin.
- Marian Väpnargård, författare, regissör, illustratör.
- Släkten Zandén från Värmland som har ursprung i Töcksmarks socken. I den ingår skådespelarna Philip Zandén och Jessica Zandén.